# Osteodiscus andriashevi
Osteodiscus andriashevi is een straalvinnige vissensoort uit de familie van slakdolven (Liparidae). De wetenschappelijke naam van de soort is voor het eerst geldig gepubliceerd in 1990 door Pitruk & Fedorov.